# Pino Donaggio
Giuseppe Donaggio (Burano, Veneza, 24 de Novembro de 1941) é um cantor e compositor italiano.

## Biografia
Cresce em uma família de músicos. Aos dez anos começa a estudar violino, antes no Conservatório Benedetto Marcello, de Veneza, e depois no Giuseppe Verdi, de Milão, onde colabora com o maestro Claudio Abbado. Na segunda metade dos anos 1950 escreve músicas para outros cantores, mas em 1959, descobre o rock e cria os primeiros discos.
Debuta em 1961 com a música Come sinfonia, reinterpretada por Teddy Reno. Uma música que revela o seu transcurso pelo conservatório. Obtém um grande sucesso discográfico chegando em primeiro no hit parade por três semanas. A canção depois é interpretada por Mina. No período cria outros branos como Pera matura e Il cane di stoffa.
Participa do Festival de Sanremo, em 1963, e obtém o terceiro lugar com Giovane giovane, um twist interpretado em dupla com Cocky Mazzetti que fica na primeira posição por duas semanas. A música passa a dar nome também ao grupo que o acompanha ao vivo e no disco. Os Giovani Giovani são compostos por Sandro Orlandini, na bateria, Armando De Cillis, ao baixo, Alberto Bandel, no piano (depois substituído por Gianni De Sabbata) e Nico Lo Muto, na guitarra.
Apresenta uma peça intimista no Festival de Sanremo, em 1964, chamada Motivo d'amore. Na edição sucessiva apresenta o seu maior sucesso Io che non vivo (senza te) que lidera o hit parade por três semanas. A música é apresentada na segunda execução por Jody Miller, mas uma outra cantora presente na mesma edição do Festival, Dusty Springfield, decide interpretá-la quando volta a Londres. Na sua versão em inglês, intitulada You don't have to say you love me, a música faz um giro pelo mundo liderando a classificação de vendas em muitos países. Numerosos artistas de fama internacional, entre os quais Elvis Presley acabam incluindo-a no seu repertório.
Após outras participações em Sanremo (Una casa in cima al mondo, Io per amore, Le solite cose), a Un disco per l'estate (Quando è sera (1964), Pensa solo a me (1965), Svegliati amore (1966), Un brivido di freddo (1967) e Il sole della notte (1968), ainda se exibe no Festival delle Rose com Gianni e em Canzonissima. Seu sucesso comercial como cantor começa então a declinar.
Terminado o contrato com a Colúmbia, assina com a Carosello, a qual tenta seu relançamento através de nove participações em Sanremo com Che effetto mi fa (1970), L'ultimo romantico (1971), Ci sono giorni (1972).
Em 1976, se aproxima da canção engajada, publicando pela Produttori Associati o álbum Certe volte... com a colaboração de Massimo Bubola e Tullio De Piscopo. Uma canção desse disco chamada Mario se tornará notável três anos depois na interpretação de Enzo Jannacci.

## Como autor de trilhas sonoras
Em 1973, estreia como músico de trilhas sonoras com o thriller A Venezia... un dicembre rosso shocking (Don't Look Now), de Nicholas Roeg. O filme faz um sucesso clamoroso e lhe dá o prêmio da estampa inglesa pela melhor trilha sonora do ano.
O diretor Marcello Aliprandi o chama para musicar Corruzione a Palazzo di Giustizia, com Franco Nero, e Un sussurro nel buio, um outro thriller veneziano. Enquanto está musicando esse último, Donaggio é contactado por Brian De Palma, que tendo apreciado o seu trabalho com Roeg, lhe pede para realizar uma trilha no estilo de Bernard Herrmann, recém-falecido, para o seu novo filme intitulado Carrie, lo sguardo di Satana. O resultado é excepcional.
Apesar do filme sucesso de De Palma, Fury, ter sido musicado por John Williams, o diretor americano chama Donaggio para Home Movies, admitindo que a sua música é mais funcional para os seus filmes.
Começa uma das parcerias mais célebres na história do cinema, que confecciona grandes trabalhos de imagem e música como Vestito per uccidere, Blow Out, Omicidio a luci rosse. Em 1993, De Palma convoca Donaggio para Doppia personalità.
Nesse ínterim, Donaggio se especializa em trilhas para filmes de horror refinados, tais quais, Ombra nel buio, com Lauren Bacall, Déjà Vu, Trauma, de Dario Argento, mas é também um dos compositores preferidos por jovens cineastas destinados a se tornarem famosos como Joe Dante.
Donaggio não desdenha tampouco a comédia de Non ci resta che piangere, da dupla Benigni e Troisi, Il mio West, com Pieraccioni e Bowie, o drama social de Giovanni Falcone, de Giuseppe Ferrara, e o erotismo sofisticado de Liliana Cavani Interno berlinese. Para Cavani, realiza uma de suas melhores trilhas sonoras, a do dramático Dove siete? Io sono qui, com Chiara Caselli.
Sempre muito ativo para a televisão, volta ao horror americano com o brilhante O filho de Chucky. Entre os seus trabalhos mais recentes, há os filmes de Sergio Rubini e, sobretudo, La terra e Colpo d'occhio.
Nos últimos anos fez uma grande colaboração com a Rai Fiction. É autor de algumas músicas de ficções, entre as quais, a da série Don Matteo.

## Discografia

### 33 rotações
- 1962 - Pino Donaggio Columbia, QPX 8021
- 1964 - " Motivo d'amore " Columbia QPX 8053
- 1965 - Pino Donaggio Columbia, Qpx 8079)
- 1971 - L'ultimo romantico Carosello, CLP 23007
- 1972 - Immagini d'amore Carosello, CLN 25012-A/CLN 25012-B
- 1973 - È difficile....ma non impossibile.... vivere insieme Carosello CLN 25050
- 1976 - Certe volte...  (Produttori Associati, PA/LP 74)

### 45 rotações
- 1959 - Ho paura/Mia Laura  (Columbia scmq  1215)
- 1959 - Angelica/la notte verrà  (Columbia scmq 1262)
- 1960 - Dormi fra la mie braccia/No, no, mai  scmq 1304
- 1960 - Mi piace vivere così/Sulla verde terra  (scmq 1370)
- 1960 - Sera d'inverno/Quello che tu pensi  (scmq 1371)
- 1960 - Non ti posso lasciare/Ho paura  (scmq 1434)
- 1961 - Come sinfonia/Il cane di stoffa (Columbia scmq 1441)
- 1961 - Tu sai/Villaggio sul fiume (Columbia scmq 1465)
- 1961 - Pera matura/Benvenuti a Venezia (Columbia scmq 1517)
- 1961 - Il mio sotterraneo/Oggi niente scuola (Columbia scmq 1527)
- 1962 - La ragazza col maglione/Cielo muto (Columbia scmq 1569)
- 1962 - La ragazza col maglione/La peliccia de vison (Columbia scmq 1577)
- 1962 - Scusa tanto/Saint Tropez (Columbia csmq 1581)
- 1962 - Vestito di sacco/Madison tra gli angeli (Columbia scmq 1617)
- 1962 - Archimede Pitagorico/Oggi niente scuola (Columbia 1628)
- 1963 - Giovane giovane/Una casa d'argento (Columbia scmq 1645)
- 1963 - Il domani è nostro/Solo nel mondo (Columbia scmq 1664)
- 1963 - Un'isola per gli innamorati/Schiavo di te (Columbia scmq 1691)
- 1963 - La scaletta/Un'isola per gli innamorati (Columbia scmq 1708)
- 1964 - Motivo d'amore/In guerra con tutti (Columbia scmq 1744)
- 1964 - Non vado a quella festa/Quando è sera (Columbia scmq 1767)
- 1964 - Vapirai/Un chiodo fisso (Columbia scmq 1780)
- 1965 - Io che non vivo (senza te)/Il mondo di notte (Columbia scmq 1819)
- 1965 - Sulla sabbia/Pensa solo a me (Columbia scmq 1836)
- 1965 - Sono nato con te/L'ultima telefonata (Columbia scmq 1840)
- 1965 - Un amore/Si chiama Maria (Columbia scmq 1877)
- 1966 - Una casa in cima al mondo/Non ne ho colpa (Columbia scmq 1902)
- 1966 - Io mi domando/Svegliati amore (Columbia scmq 1935)
- 1966 - Cieli di cartone/Quando il sole chiude gli occhi (Columbia scmq 7020)
- 1967 - Io per amore/Un angelo vivo (Columbia scmq 7038)
- 1967 - Un brivido di freddo/Calma ragazzo (Columbia scmq 7044)
- 1967 - Gianni/Ripensaci (Columbia scmq 7071)
- 1968 - Le solite cose/La domenica sera (Columbia scmq 7081)
- 1968 - Il sole della notte/Dove vai quando dormi (Columbia scmq 7091)
- 1968 - Non domandarti/Vent'anni questa sera (Columbia scmq 7110)
- 1969 - Una donna/Perdutamente (Columbia scmq 7137)
- 1969 - Un'ombra bianca/Era piena estate (Columbia 3c 006 17172-scmq 71)
- 1970 - Che effetto mi fa/Tu mi dici sempre dove vai (Carosello CI 20248)
- 1970 - Lei piangeva/Musica tra gli alberi (Carosello CI 20258)
- 1970 - Concerto per Venezia/Siamo andati oltre (Carosello CI 20266)
- 1971 - L'ultimo romantico/Grand'uomo (Carosello CI 20279)
- 1971 - Pero anoche en la palya/Immagine d'amore (Carosello CI 20291)
- 1971 - Un'immagine d'amore/Pero anoche en la playa (Carosello CI 20291)
- 1972 - Ci sono giorni/Come un girasole (Carosello CI 20313)
- 1973 - La voglia di vivere/Per amore (Carosello CI 20353)
- 1974 - Donna d'estate/Grande come una spanna (Carosello CI 20379)
- 1976 - L'equilibrista/Certe volte a Venezia (Produttori Associati PANP 3253)

### Antologias
- 1970 - Come sinfonia (Emi 50402)
- 1988 - Pino Donaggio (Emi CDPM 7487312)
- 2004 - Made in Italy (Emi 6900428)

### Trilhas sonoras
- 1973 - A Venezia... un dicembre rosso shocking, direção de Nicolas Roeg
- 1974 - Corruzione al palazzo di giustizia, direção de Marcello Aliprandi
- 1976 - Carrie, lo sguardo di Satana, direção de Brian DePalma
- 1978 - Nero veneziano, direção de Ugo Liberatore
- 1978 - Piraña, direção de Joe Dante
- 1979 - Horror Puppet, direção de David Schmoeller
- 1980 - Vestito per uccidere, direção de Brian De Palma
- 1981 - Blow Out, direção de Brian De Palma
- 1981 - Black Cat, direção de Lucio Fulci
- 1982 - Morte in Vaticano, direção de Marcello Aliprandi
- 1982 - Oltre la porta, direção de Liliana Cavani
- 1983 - Don Camillo, direção de Terence Hill
- 1983 - Hercules, direção de Luigi Cozzi
- 1984 - Non ci resta che piangere, direção de Massimo Troisi, Roberto Benigni
- 1984 - Omicidio a luci rosse, direção de Brian De Palma
- 1985 - Interno berlinese, direção de Liliana Cavani
- 1986 - 7 chili in 7 giorni, direção de Luca Verdone
- 1986 - Crawlspace, direção de David Schmoeller
- 1986 - Il caso Moro, direção de Giuseppe Ferrara
- 1987 - La monaca di Monza, direção de Luciano Odorisio
- 1987 - Hotel Colonial, direção de Cinzia Torrini
- 1987 - The Barbarians, direção de Ruggero Deodato
- Giselle (1987)
- 1988 - Appuntamento con la morte, direção de Michael Winner
- 1988 - Qualcuno in ascolto, direção de Faliero Rosati
- 1988 - Un delitto poco comune, direção de Ruggero Deodato
- 1989 - Oceano, direção de Ruggero Deodato
- 1990 - Raising Cain, direção de Brian De Palma
- 1991 - I misteri della giungla nera, direção de Kevin Connor - minissérie de TV
- 1991 - La setta, direção de Michele Soavi
- 1992 - Scoop, direção de José Maria Sanchez - minissérie de tv
- 1993 - Colpo di coda, direção de Josè Maria Sanchez - minissérie de tv
- 1993 - Dove siete? Io sono qui, direção de Liliana Cavani
- 1993 - Trauma, direção de Dario Argento
- 1994 - Botte di Natale, direção de Terence Hill
- 1995 - Palermo Milano solo andata, direção de Claudio Fragasso
- 1995 - Un eroe borghese, direção de Michele Placido
- 1996 - Il West del futuro, direção de Sam Irvin
- 1996 - L'arcano incantatore, direção de Pupi Avati
- 1996 - Squillo, direção de Carlo Vanzina
- 1997 - Il carniere, direção de Maurizio Zaccaro
- 1998 - Il mio West, direção de Giovanni Veronesi
- 1998 - Monella, direção de Tinto Brass
- 1999 - Un uomo perbene, direção de Maurizio Zaccaro
- 1999 - Operazione Odissea, direção de Claudio Fragasso e John Woo - minissérie de tv
- 2000 - Don Matteo, direção de Enrico Oldoini - série de tv
- 2002 - Commesse 2, direção de Josè Maria Sanchez - série de tv
- 2002 - L'anima gemella, direção de Sergio Rubini
- 2004 - Il figlio di Chucky, direção de Don Mancini
- 2005 - Concorso di colpa, direção de Claudio Fragasso
- 2005 - Guido che sfidò le Brigate Rosse, direção de Giuseppe Ferrara
- 2005 - Il grande Torino, direção de Claudio Bonivento - minissérie de tv
- 2006 - Antonio guerriero di Dio, direção de Antonello Belluco
- 2006 - Joe Petrosino, direção de Alfredo Peyretti - minissérie de tv
- 2006 - La terra, direção de Sergio Rubini
- 2007 - Milano-Palermo: il ritorno, direção de Claudio Fragasso
- 2008 - Colpo d'occhio, direção de Sergio Rubini
- 2005 - Provaci ancora prof, direção de Rossella Izzo - série de tv
- 2008 - Raccontami, direção de Riccardo Donna e Tiziana Aristarco - série de tv
- 2009 - Ho sposato uno sbirro, direção de Giorgio Capitani
- 2009 - Sissi, direção de Xaver Schwarzenberger - minissérie de tv
- 2010 - Le ultime 56 ore, direção de Claudio Fragasso
- 2011 - La donna che ritorna, direção de Gianni Lepre
- 2011 - Un passo dal cielo, direção de Enrico Oldoini - série de tv
- 2012 - Un passo dal cielo 2, direção de Riccardo Donna - série de tv
- 2012 - Passion, direção de Brian De Palma